# Bernhard Meier (Musikwissenschaftler)
Bernhard Meier (* 15. Dezember 1923 in Freiburg im Breisgau; † 30. Oktober 1993 in Pfäffingen) war ein deutscher Musikwissenschaftler und Hochschullehrer.

## Leben und Wirken
Bernhard Meier studierte nach Kriegsdienst im Zweiten Weltkrieg und Kriegsgefangenschaft Musikwissenschaft und Klassische Philologie an der Universität Freiburg/Br. Dort promovierte er 1952 mit einer Dissertation "Studien zur Meßkompostion Jacob Obrechts". Anschließend war er als wissenschaftlicher Assistent bzw. Dozent am Institut für Musikwissenschaft der Eberhard Karls Universität Tübingen tätig. 1963 habilitierte er sich an dieser Universität und arbeitete hier als Hochschullehrer – seit 1970 als außerordentlicher, ab 1980 als ordentlicher Professor für Musikwissenschaft. Im Jahre 1986 trat er in den Ruhestand. Schwerpunkt seiner wissenschaftlichen Arbeit und seiner Veröffentlichungen war die Musik der Renaissance, außerdem die Musiktheorie.

## Veröffentlichungen (Auswahl)
- Die Harmonik im cantus firmus-haltigen Satz des 15. Jahrhunderts. In: Archiv für Musikwissenschaft, Bd. 9 (1952), S. 27–44.

- Die Handschrift Porto 714 als Quelle zur Tonartenlehre des 15. Jahrhunderts. In: Musica disciplina, Bd. 7 (1953), S. 175–197.

- Zyklische Gesamtstruktur und Tonalität in den Messen Jacob Obrechts. In: Archiv für Musikwissenschaft, Bd. 10 (1953), S. 289–310.
- Die musica reservata of Adrianus Petit Coclico and its relationship to Josquin. In: Musica disciplina, Bd. 10 (1956), S. 67–105.
- Bemerkungen zu Lechners "Motectae Sacrae" von 1575. In: Archiv für Musikwissenschaft, Bd. 14 (1957), S. 83–101.
- Heinrich Loriti Glareanus als Musiktheoretiker. In: Clemens Bauer u. a.: Aufsätze zur Freiburger Wissenschafts- und Universitätsgeschichte. Albert, Freiburg im Breisgau 1960, S. 66–112.
- Wortausdeutung und Tonalität bei Orlando di Lasso. In: Kirchenmusikalisches Jahrbuch, Jg. 1963, S. 75–104.
- Zur Musikhistoriographie des 19. Jahrhunderts. In: Walter Wiora (Hrsg.): Die Ausbreitung des Historismus über die Musik (= Studien zur Musikgeschichte des 19. Jahrhunderts, Bd. 14). Bosse, Regensburg 1969, S. 169–207.
- Die Tonarten der klassischen Vokalpolyphonie. Oosthoek, Scheltema & Holkema, Utrecht 1974, ISBN 90-313-0009-8.
- Gregorianischer Choral und Musik der Renaissance. Staatl. Musikhochschule, Kath. Kirchenmusik-Abt. Stuttgart 1981.
- Alte Tonarten. Dargestellt an der Instrumentalmusik des 16. und 17. Jahrhunderts (= Bärenreiter Studienbücher Musik, Bd. 3). Bärenreiter, Kassel 1992, ISBN 3-7618-1053-9.